# 카를라 아베야나
카를라 아베야나(Carla Abellana, 1986년 6월 12일 ~ )는 필리핀의 배우이다.